# Мачковац (Врбје)
Мачковац је насељено место у саставу општине Врбје у Бродско-посавској жупанији, Република Хрватска.

## Историја
До територијалне реорганизације у Хрватској налазио се у саставу старе општине Нова Градишка.

## Становништво
На попису становништва 2011. године, Мачковац је имао 289 становника.

## Попис1991.
На попису становништва 1991. године, насељено место Мачковац је имало 446 становника, следећег националног састава:
| Попис 1991.‍  | Попис 1991.‍  | Попис 1991.‍ | Попис 1991.‍ | Попис 1991.‍ |
| ------------ | ------------ | ----------- | ----------- | ----------- |
|              |              |             |             |             |
| Хрвати       | Хрвати       |             | 433         | 97,08%      |
| неопредељени | неопредељени |             | 4           | 0,89%       |
| непознато    | непознато    |             | 9           | 2,01%       |
| укупно: 446  |              |             |             |             |